# 1950年の法
1950年の法関連の出来事。

## できごと

### 1月
- 1月1日 - 年齢のとなえ方に関する法律施行
- 1月16日 - インド憲法施行
- 1月17日 - 国際連合安全保障理事会決議79採択

### 2月
- 2月14日 - 中ソ友好同盟相互援助条約採調印

### 3月
- 3月14日 - 国際連合安全保障理事会決議80採択
- 3月15日 - 私立学校法施行
- 3月31日 - 相続税法全部改正

### 4月
- 4月1日 - 新相続税法施行
- 4月15日 - 公職選挙法公布
- 4月30日 - 図書館法公布

### 5月
- 5月1日
  - 公職選挙法施行
  - 精神保健及び精神障害者福祉に関する法律公布、同日施行
- 5月2日 - 電波三法（放送法・電波法・電波監理委員会設置法）公布
- 5月4日 - 国籍法公布
- 5月24日
  - 国際連合安全保障理事会決議81採択
  - 建築基準法公布

### 6月
- 6月1日 - 電波三法施行
- 6月25日 - 国際連合安全保障理事会決議82採択
- 6月27日 - 国際連合安全保障理事会決議83採択
- 6月28日 - 旧軍港市転換法公布、同日施行

### 7月
- 7月1日 - 国籍法施行
- 7月7日 - 国際連合安全保障理事会決議84採択
- 7月30日 - 図書館法施行により、改正図書館令・公立図書館職員令廃止
- 7月31日
  - 国際連合安全保障理事会決議85採択
  - 地方税法公布、同日施行

### 8月
- 8月10日 - 警察予備隊令公布、同日施行により警察予備隊発足

### 9月
- 9月26日 - 国際連合安全保障理事会決議86採択
- 9月29日 - 国際連合安全保障理事会決議87採択

### 10月
- 10月1日 - 連邦裁判所発足

### 11月
- 11月3日 - 平和のための結集決議採択
- 11月7日 - 連邦憲法擁護庁発足
- 11月8日 - 国際連合安全保障理事会決議88採択
- 11月17日 - 国際連合安全保障理事会決議89採択

### 12月
- 12月13日 - 地方公務員法公布
- 12月28日 - 毒物及び劇物取締法公布、同日施行により毒物劇物営業取締法廃止